# Grantsville (Utah)
Grantsville is een plaats (city) in de Amerikaanse staat Utah, en valt bestuurlijk gezien onder Tooele County.

## Demografie
Bij de volkstelling in 2000 werd het aantal inwoners vastgesteld op 6015.
In 2006 is het aantal inwoners door het United States Census Bureau geschat op 8016, een stijging van 2001 (33.3%).

## Geografie
Volgens het United States Census Bureau beslaat de plaats een oppervlakte van
46,2 km², waarvan 46,1 km² land en 0,1 km² water. Grantsville ligt op ongeveer 1311 m boven zeeniveau.

## Plaatsen in de nabije omgeving
De onderstaande figuur toont nabijgelegen plaatsen in een straal van 28 km rond Grantsville.